# Scaptomyza spinipalpis
Scaptomyza spinipalpis är en tvåvingeart som beskrevs av Seguy 1934. Scaptomyza spinipalpis ingår i släktet Scaptomyza och familjen daggflugor. Inga underarter finns listade i Catalogue of Life.